# 1606

## أحداث
- تأسيس مدينة دزيرجينسك وتقع حاليا في روسيا.
- 28 سبتمبر: تأسيس مدينة إيبارا وتقع حاليا في الإكوادور.
- 2 أكتوبر: تأسيس مدينة فآسا على يد كارل التاسع وتقع حاليا في فنلندا.
- 1 نوفمبر: تأسيس مدينة أورورو وتقع حاليا في بوليفيا.
- نهاية حصار قندهار والذي بدأ في 1605.
- نهاية الحرب الطويلة في 1606 والتي بدأت في 1593.
- - بناء كنيسة القديس ميخائيل في مدينة هامبورغ الألمانية

## مواليد
- السلطانة فاطمة
- بيير كورني شاعر فرنسي
- جان بوولنجر رسام فرنسي
- جان جاك بوشارد كاتب فرنسي
- ريتشارد باسبي
- ريتشارد بايرون، ثاني بارون بايرون سياسي إنجليزي
- عزيزة عثمانة
- كريستوف برنهارد فون غالين
- كريستين من فرنسا
- لوران دو لا هير رسام ومصمم مطبوعات فرنسي
- ليونارد كالفرت سياسي أمريكي
- مايكل شيرمر كاتب ومؤلف ألماني

## وفيات
- الغورو أرجان
- جاي فوكس
- جودار باشا